# Мартове (Чугуївський район)
Мартове́ — село в Україні, у Печенізькій селищній громаді Чугуївського району Харківської області. Населення становить 2234 осіб. До 2020 орган місцевого самоврядування — Мартівська сільська рада.

## Географія
Село Мартове розташоване на лівому березі Печенізького водосховища, вище за течією на відстані 4,5 км розташоване село Затока, нижче за течією на відстані 4,5 км — село Артемівка. На південно-східній стороні від села річка Гнилушка впадає в Сіверський Донець.

## Історія

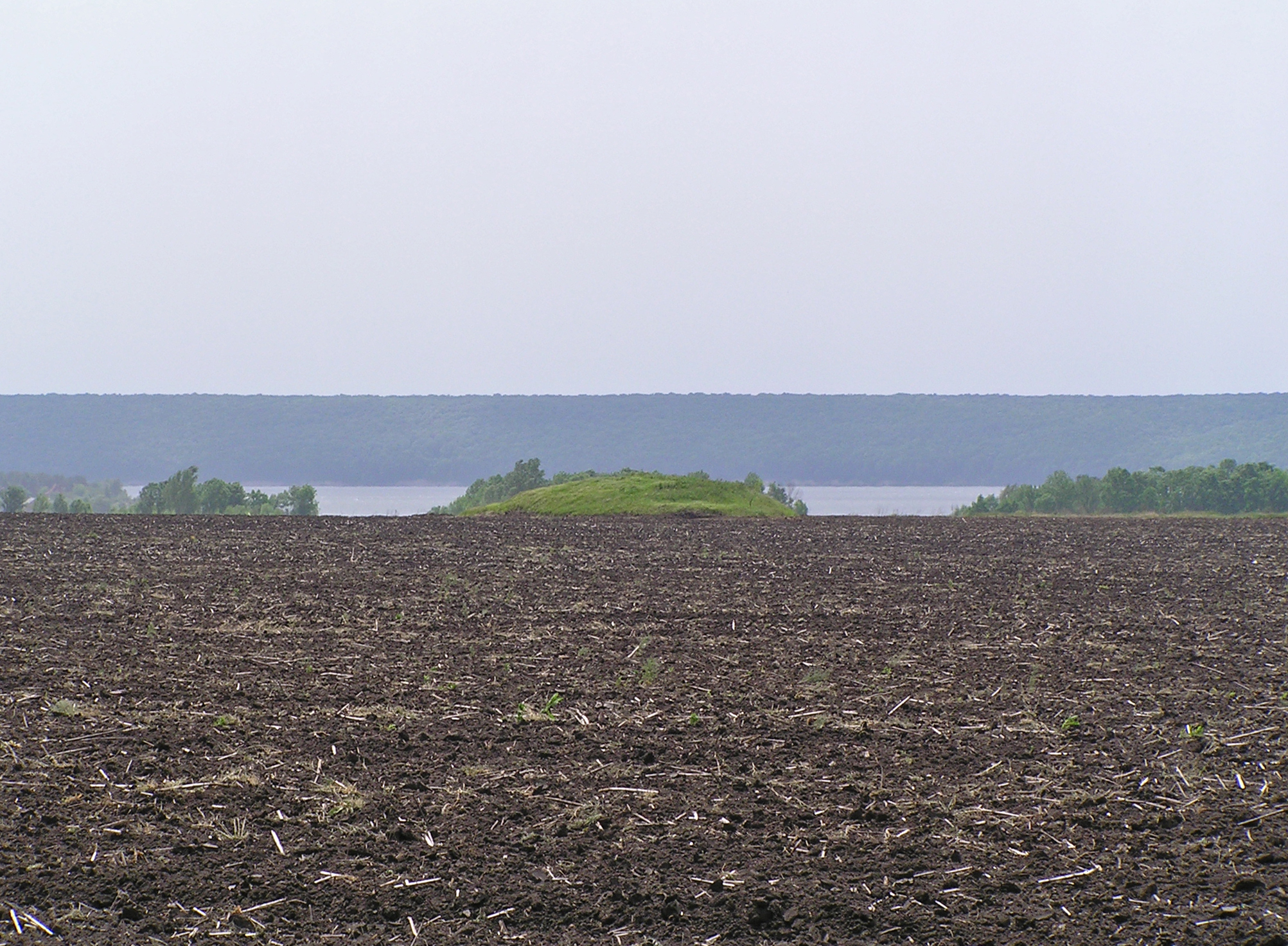
Кургани III тис. до н. е. — I тис. н. е.

Археологічними розкопками знайдено 6 археологічних шарів різних культурних епох в тому числі черняхівської, роменської та салтівської культур.
Слобода Мартовська була заснована в 1666 році.
У XVIII столітті (з 1742 року) Мартова Слобода була сотенною слободою Харківського козацького полку. Посаду сотника впродовж усього існування сотні (до 1765 року) обіймала одна особа — Григорій Черноглазов. Мартовецька сотня мала власну символіку (печатку з гербом).
Станом на 1779 рік Мартова — слобода Чугуївського повіту Харківського намісництва: кількість мешканців — 1191 (1125 «військових обивателів» і 66 «власницьких підданих»).
У XIX столітті Мартове мало статус казенної слободи Вовчанського повіту Харківської губернії.
За даними на 1864 рік у казеній слободі Хотомлянської волості мешкало 2570 осіб (1296 чоловічої статі та 1274 — жіночої), налічувалось 437 дворових господарств, існувала православна церква, відбувалось 2 щорічних ярмарки та базари.
Станом на 1914 рік кількість мешканців зросла до 7081 особи.
Під час організованого радянською владою Голодомору 1932—1933 років померло щонайменше 86 жителів села.
12 червня 2020 року, відповідно до Розпорядження Кабінету Міністрів України  № 725-р «Про визначення адміністративних центрів та затвердження територій територіальних громад Харківської області», увійшло до складу Печенізької селищної громади.
19 липня 2020 року, в результаті адміністративно-територіальної реформи та ліквідації колишнього Печенізького району, увійшло до складу новоутвореного Чугуївського району Харківської області.
22 червня 2023 року рішенням №230 Національної комісії зі стандартів державної мови віднесено до списку населених пунктів, які «можуть не відповідати лексичним нормам української мови», зокрема стосуватися «російської імперської чи колоніальної політики». Громаді рекомендовано обґрунтувати доцільність збереження поточної назви або запропонувати нову назву в установленому законодавством порядку.

## Населення
Згідно з переписом УРСР 1989 року чисельність наявного населення села становила 2543 особи, з яких 1180 чоловіків та 1363 жінки.
За переписом населення України 2001 року в селі мешкало 2235 осіб.

### Мова
Розподіл населення за рідною мовою за даними перепису 2001 року:
| Мова       | Відсоток |
| ---------- | -------- |
| українська | 90,42 %  |
| російська  | 8,86 %   |
| білоруська | 0,45 %   |
| вірменська | 0,09 %   |

## Природа
- Регіональний ландшафтний парк «Печенізьке поле»
- Печенізький заказник

## Відомі люди
- Бірюков Станіслав Анатолійович (15 жовтня 1992-11 липня 2023)—український військовослужбовець, учасник російсько-української війни.[14]
- Василенко Петро Пантелійович (1937—2001) — поет, прозаїк, публіцист, краєзнавець
- Заїка Володимир Леонідович (24 травня 1975 - 20 липня 2017)—український військовослужбовець, учасник російсько-української війни.[15]
- Ільченко Василь Іванович —український військовослужбовець, учасник російсько-української війни.[15]
- Куценко Віталій Данилович (нар. 1939) — український диригент, педагог.
- Пасмор Сергій Юрійович (09 вересня 1986 - 13 квітня 2023)—український військовослужбовець, учасник російсько-української війни.[16]
- Теперик Андрій Сергійович (1997—2021) — старший солдат Збройних сил України, учасник російсько-української війни.[15]
- Шевченко Павло Миколайович (21 грудня 1990—25 січня 2023)—український військовослужбовець, учасник російсько-української війни.[16]